# Mad Sin
Mad Sin est un groupe de psychobilly et punk rock allemand, originaire de Berlin-Ouest, dans le quartier du Mur de Berlin.  Formé en 1987, il est originellement composé de Koefte DeVille au chant et à la batterie, Stein « Dr. Solido » à la guitare et de Holly à la contrebasse.
À ce jour, le groupe est composé de Koefte DeVille au chant, Valle Mortal à la contrebasse, Ramon Mighty et Stein « Dr. Solido » aux guitares, Andy Laaf à la batterie ainsi que de Hellvis, roadie et ami du groupe de longue date qui passe souvent sur scène pour chanter et cracher du feu.

## Biographie

### Années 1980

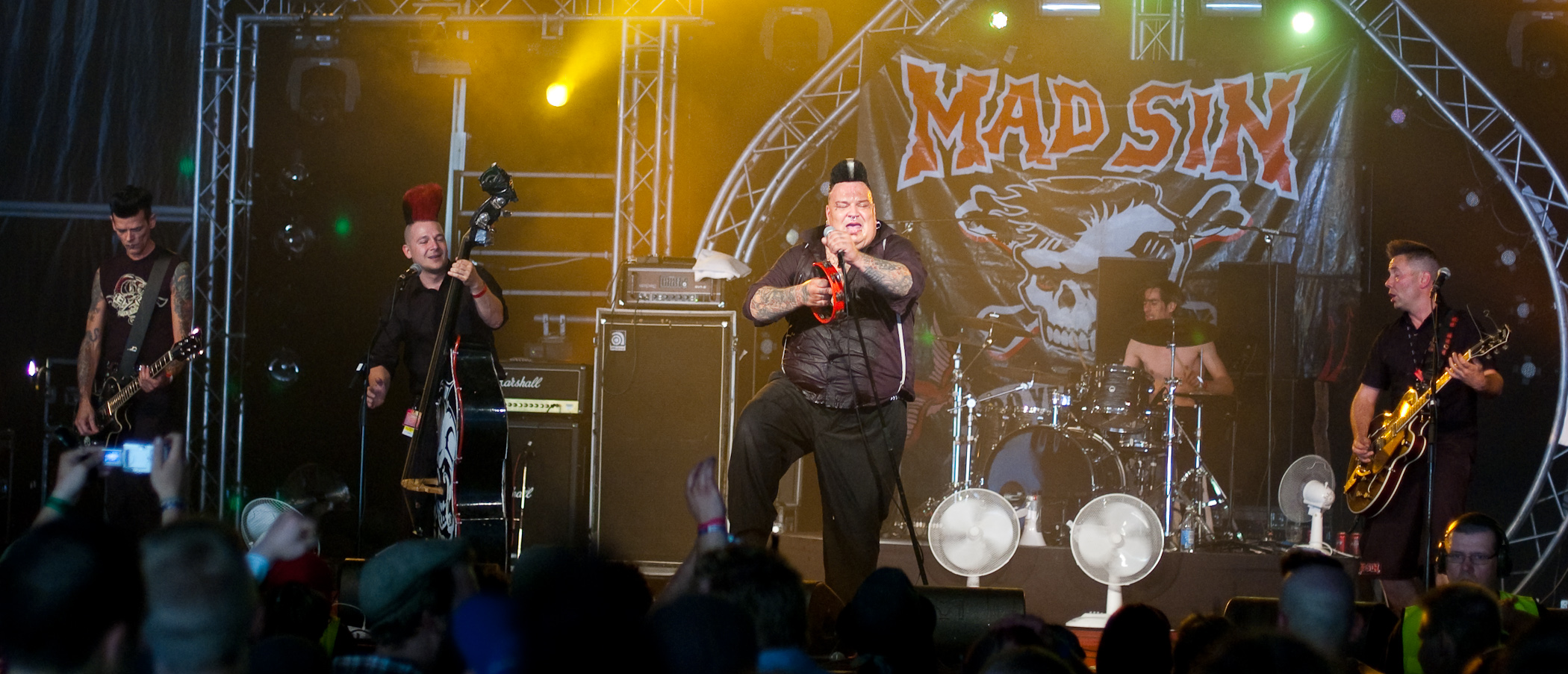
Mad Sin en 2008.

Le groupe est formé en 1987 par Koefte DeVille (de son vrai nom Mourad Calvies) et Stein « Dr. Solido » qui se sont rencontrés l’année même dans un bar réunissant des Teddy Boys et autres fans de Rockabilly. Peu de temps après, ils engagent Holly qui ne joue de la contrebasse que depuis quatre semaines à ce moment et forment un groupe de reprises de Rockabilly se nommant Sinners Mad. Ils jouent dans la rue, dans quelques bars miteux et dans les centres commerciaux afin de financer l'enregistrement d'un premier album. Après quelques mois, le groupe décide de s’appeler définitivement Mad Sin. 
En 1988, le groupe enregistre son premier album studio, intitulé Chills and Thrills in a Drama of MAD SIN and Mystery, qui sort sous le label indépendant Maybe Crazy Records. Il commence à tourner dans tous les squats et les festivals de psychobilly allemands, le groupe devient vite très populaire dans un milieu underground. L'année suivante, en 1989, le groupe sort son deuxième album toujours sous le label Maybe Crazy Records, Distorted Dimensions, dont la typographie rappelle l'album London Calling de The Clash.

### Années 1990
En cette année 1991, ils sortent Amphigory, encore sous le même label Maybe Crazy Records. Cet album est le dernier qui se classe totalement dans le style psychobilly, c'est aussi leur dernier album en tant que trio. Ils publient, en 1992, l'album Break the Rules, toujours sous Maybe Crazy Records, et contient deux reprises, All Hell Breaks Loose des Misfits, et She's the One des Ramones. L'album contient des sonorités orientées vers le heavy metal, différent totalement avec le style initial du groupe. Ils recrutent Pat Flatau, un batteur à part entière afin de laisser Koefte se concentrer sur le chant. En 1993 le groupe sort A Ticket into Underworld sous Maybe Crazy Records, cet album contient une reprise du classique de rock 'n' roll de Johnny O'Keefe, Real Wild Child. Le groupe profite de cet album afin de sortir son premier clip Meattrain at Midnight, enregistré pendant leur tournée française.
Après quelques années de tournée, Mad Sin arrive en 1995 à décrocher un contrat avec le label néerlandais Count Orlock Records, ils recrutent un nouveau batteur, Don Hermann, et enregistrent l'album God Save the Sin, qui ajoute la touche finale au style musical du groupe, qui se détache de plus en plus du psychobilly. L'album God Save the Sin sort en 1996, ce qui entraîne le groupe à faire des tournées de plus en plus grandes, allant jusqu'au Japon pour la première fois. En 1997, le dernier album du groupe est un véritable succès, mais les dépenses excessives du groupe ne leur permettent pas de vivre de leur musique. Ils signent donc un contrat avec la major Polydor afin de devenir salarié et avoir de l'argent pour enregistrement d'un nouvel album. Le groupe déménage à Hambourg et recrute un deuxième guitariste, Philip « Moustache » Doyle qui est ancien membre des groupes : Klingonz, Celtic Bones, Demented are Go ainsi que des Guitar Slingers. Ils partent donc à Malte pour enregistrer au Temple Studio. 
Le groupe sort en 1998 l'album Sweet and Innocent... Loud and Dirty.... Après la sortie de cet album, le visuel change de tous les autres à la suite de la signature avec le label Polydor. Ce dernier leur permet de partir en tournée aux côtés de groupes comme les Misfits, ou encore Faith No More. Ils profitent de cette année pour sortir le clip de la chanson All this and More. En 1999, Polydor rompt le contrat avec Mad Sin contre une somme de dédommagement ; ces derniers jugeront le style du groupe trop violent pour leurs standards. Malgré cela, le groupe continue à faire de plus en plus de concerts dans le monde.

### Années 2000

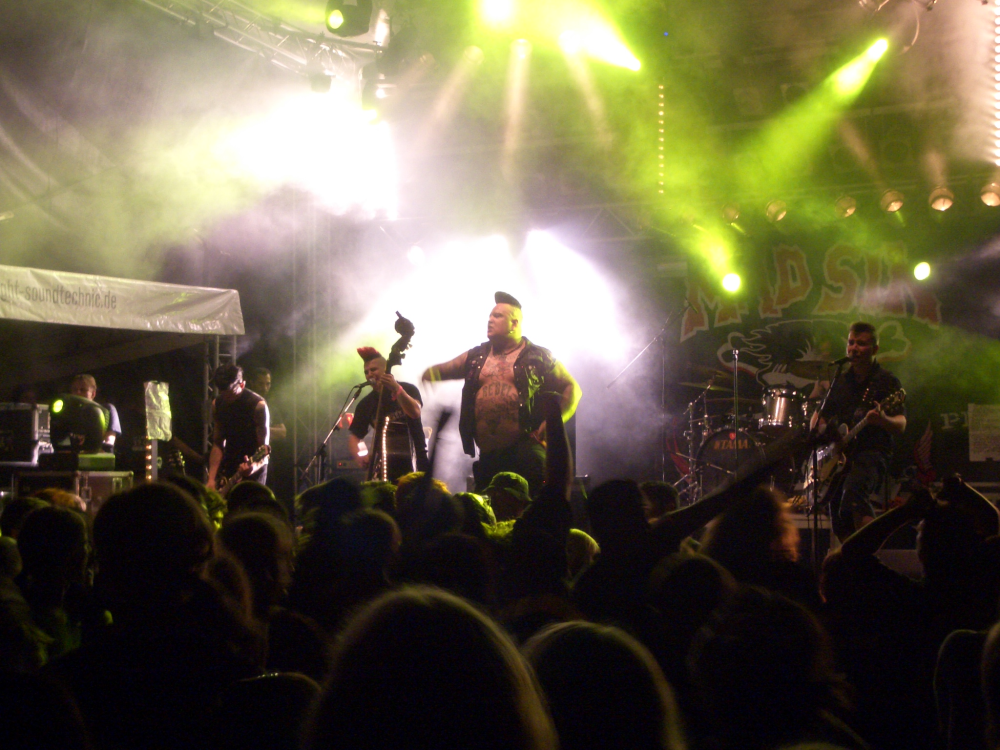
Mad Sin jouant au Mini Rock Festival en 2007.

L'année 2000 est une année de repos pour le groupe qui n'a pas cessé de sortir des albums et de faire des concerts à travers le monde depuis 13 ans. En 2001, le guitariste Philip « Moustache » Doyle est remplacé par Tex Morton et leur batteur Don Hermann quitte le groupe. Ils signent avec le label People Like You Records et repartent en studio pour enregistrer un nouvel album en faisant appel à plusieurs batteurs pour assurer les morceaux. Le groupe sort en 2002 l'album Survival of the Sickest. L'album contient une reprise du groupe de glam metal Demolition 23. Le nouveau guitariste Tex Morton fait entrer un nouveau batteur : Andy Laaf dans le groupe. Le contrebassiste Holly décide de quitter le groupe après 15 ans dans le groupe, il sera vite remplacé par St. Valle. En 2003, le groupe entreprend l'écriture de leur prochain album qui ne sortira que deux ans plus tard. Ils continuent de tourner à travers le monde et jouent dans des festivals comme le Tokyo Big Rumble concert qui a été enregistré et filmé, et sorti sous le titre de Live in Japan.
Le groupe sort, en 2005, l'album Dead Moon's Calling après deux ans d'attente, cet album se veut très accessible pour les néophytes du genre psychobilly et est un véritable succès auprès des fans. Cette même année, leur album Sweet and Innocent... Loud and Dirty... est réédité au label Thorp Records. Le 26 mai 2008, ils publient sur leur nouveau label l'ancien album God Save the Sin (Reed).

### Années 2010
Le 23 avril 2010, Mad Sin publie un onzième album, Burn and Rise, au label People Like You Records.
À la fin de 2012, Mad Sin publie le CD/DVD 25 Years - Still Mad au label People Like You Records pour célébrer ses 25 ans d'existence. Le DVD comprend près de trois heures de tournage.

## Membres

### Membres actuels
- Koefte DeVille (Mourad Calvies) - chant
- Valle Mortal (St. Valle - Valentin Marolt) - contrebasse, chœurs
- Andy Kandil - guitare
- Manny Anzaldo (Manuel Salvador Anzaldo) - guitare
- KO Ristolainen - batterie

### Anciens membres
- Holly (Horst Höhne)[11] - contrebasse
- Don Hermann (Hermann Lamboy)[12] - batterie
- Markus Reinke - batterie
- Pat Flatau - batterie
- Philip « Moustache » Doyle - guitare
- Tex Morton (Peter Hajunga)[13] - guitare
- Peter Sandorff (Peter Walter Andree Sandorff)[14] - guitare
- Matt Voodoo (Matthiew Miller)[15] - guitare
- Stein Dr Solido (Thorsten Hunaeus) - guitare
- Hellvis (Aron Zemkus) - chœurs
- Ramon Mighty (Ramon Sitoci) - guitare
- Andy Laaf - batterie